# Emmanuel Sarki
Emmanuel Sarki, né le 26 décembre 1987 à Kaduna au Nigeria, est un footballeur international haïtien d'origine nigériane, évoluant au poste d'ailier droit.

## Biographie
Le 11 février 2013, il signe un contrat avec le club du Wisla Cracovie, en première division polonaise.
Avec l'équipe d'Haïti, il participe à la Coupe caribéenne des nations 2014.